# Helena Bożewska
Helena Bożewska (ur. ok. 1890, zm. data nieznana) – polska aktorka filmowa i teatralna.

## Życiorys
Była żoną Władysława Lenczewskiego – aktora, reżysera i scenarzysty, który obsadzał ją w głównych rolach w reżyserowanych przez siebie filmach. Była członkinią zespołów warszawskich teatrów: Stołecznego (1919), Szkarłatna Maska (1925), Nietoperz, Olimpia (1927), wystąpiła również na deskach Reduty (1921, 1937). W sezonie 1928/1929 grała również w Teatrze Miejskim w Toruniu. 

## Filmografia
- Topiel (1917) – obsada aktorska (Eugenia)
- Panna po wojnie (1919) – obsada aktorska (Helena), scenariusz
- Kobieta, która widziała śmierć (1919)
- Nie damy ziemi, skąd nasz ród (1920) – szlachcianka
- Romans panny Opolskiej (1928) – Helena Opolska